# Rasheed Wallace
Rasheed Abdul Wallace (Philadelphia, Pennsylvania, 1974. szeptember 17. –) amerikai kosárlabdázó, aki 16 évet töltött az NBA-ben.

## Magánélete
Feleségétől, Fatimától három fia és egy lánya született.
Rasheednak van két bátyja.
Legkedveltebb sportolói Charles Barkley, Patrick Ewing és Andre Agassi.
Alapítványa, a Stand Tall With Sheed (korábban Rasheed A. Wallace Foundation) több helyszínen is segít a fiataloknak nevelési és szórakozási téren.